# مستعربین

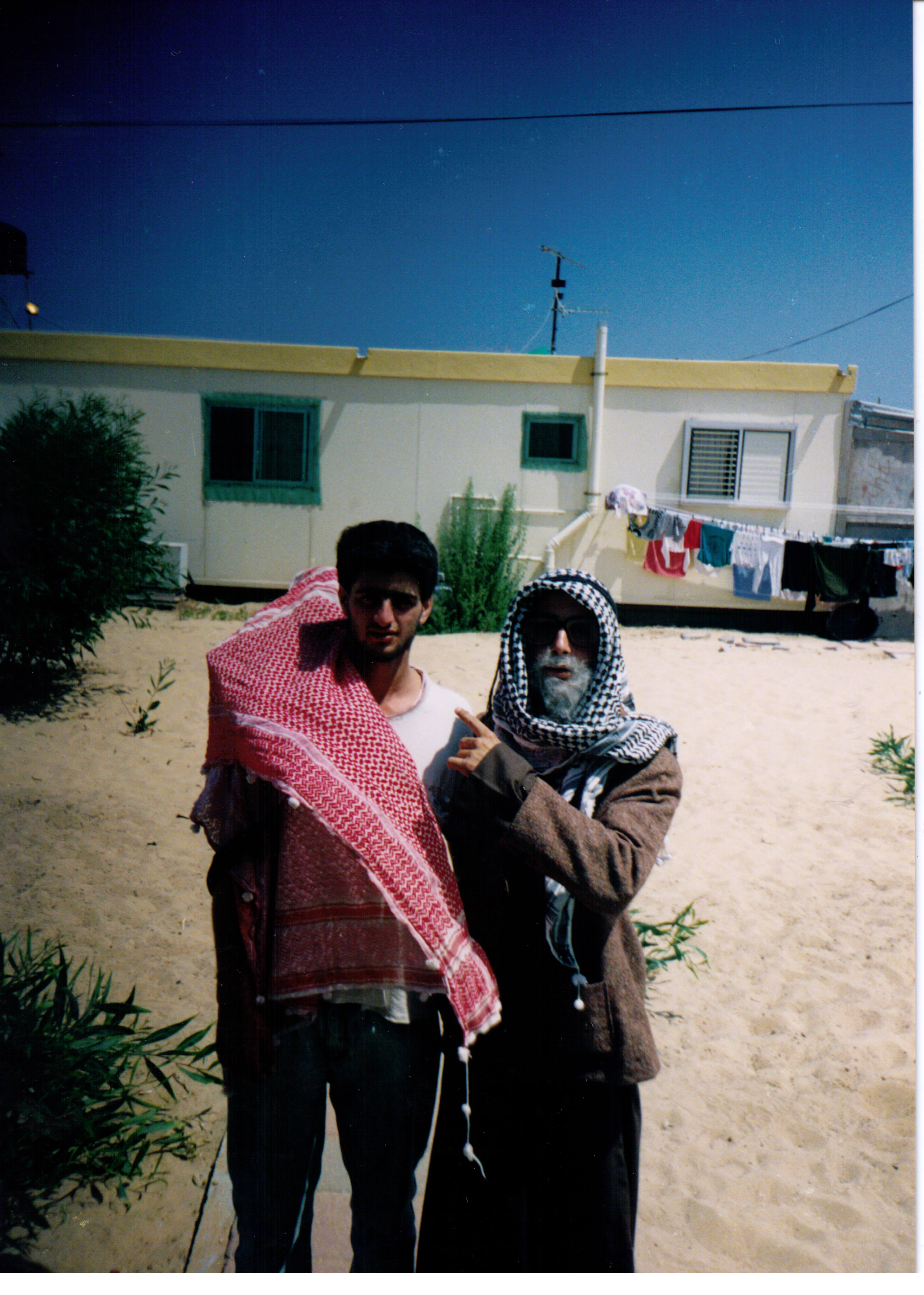
دانیل دورون، یک سرباز دروزی اسرائیلی از یگان شیمشون که در حین خدمت در این یگان کشته شد؛ به همراه سربازی دیگر با لباس مبدل عربی

مستعربین (عبری: מסתערבים) به بخش ضد تروریستی در ارتش، پلیس و پلیس مرزبانی اسرائیل گفته می‌شود که لباس غیرنظامی بر تن کرده اما عملیات مخفیانه نظامی ترتیب می‌دهند. نیروهای این واحد در میان جمعی از اعراب بومی آموزش‌های ویژه ای می‌بینند. مستعربین معمولاً برای جمع‌آوری اطلاعات، اجرای قانون، آزادسازی گروگان‌ها و مبارزه با تروریسم به کار گرفته می‌شوند. سلاح اصلی آن‌ها پوشیدن لباس مبدل، تغییر چهره و حملات غافلگیرانه است.
مستعربین از ریشهٔ مستعرب اقتباس شده و به معنی فردی است که اصالتاً عرب نبوده اما در میان اعراب زندگی می‌کند. این واژه به یهودیان مستعرب بر می‌گردد که با شروع حکومت اعراب در قرن هفتم و در منطقه خاورمیانه به زبان عربی صحبت می‌کردند. نسل آنان به یهودیان سفارادی و اسپانیایی زبان می‌رسد که در سال ۱۴۹۲ میلادی از اسپانیا اخراج شدند.

## واژه‌شناسی
مستعربین از ریشهٔ مستعرب اقتباس شده و ترجمه کلمه عبری «مستعرفیم» است و به معنی فردی است که اصالتاً عرب نبوده اما در میان اعراب زندگی می‌کند یا به صورت ساده‌تر «عرب شده» معنی می‌گردد. مستعربین اسراییلی به نیروهای ویژه ای گفته می‌شود که به عنوان افراد سری و عرب در جوامع عربی ماموریت‌هایی برای عملیات پیدا می‌کنند. مستعربین مانند اعراب لباس می‌پوشند، آنان آداب و رسوم جوامع عربی را به‌طور کامل می‌دانند و به زبان عربی و لهجه‌های مربوط دقیقاً مسلط هستند. این نیروهای ویژه در تظاهرات عمومی شرکت می‌کنند و حتی ممکن است به عنوان تظاهرات کننده از شورشیان حمایت کنند.
گری اسپدینگ، مشاور در امور خاورمیانه گفت: «فعالیت مستعربین به ارتش و پلیس مرزبانی اسراییلی اجازه می‌دهد که شورشیانی را که می‌خواهند دستگیر و بازداشت کنند، شناسایی نمایند. همچنین ممکن است فرصتی دست دهد تا مستعربین برای تحریک بیشتر از پرتاب سنگ استفاده کرده تا افراد بیشتری را شناسایی کنند.»
آنتونی شال‌هات، کارشناس امور ضد اسراییل در اسراییل ادعا می‌کند که مأموریت اصلی مستعربین شامل جمع‌آوری اطلاعات، دستگیری فلسطینیان و در نهایت عملیات‌های ضد تروریستی است.

## آموزش
- تربیت نیروهای مستعربین ۱۵ ماه به طول می‌انجامد:[۲]
- چهار ماه آموزش ویژه در پایگاه نظامی Mitkan Adam مرکز آموزش ویژه در ارتش اسراییل
- دو ماه و نیم تمرینات پیاده‌نظام پیشرفته در همان پایگاه
- دو ماه آموزش‌های پایه شامل ناوبری پیشرفته شهری و تمرینات ضد تروریسم
- چهار ماه آموزش در راستای آموزش آداب و رسوم، زبان، اندیشه و پوشش شهروندی (مانند مدل مو، لباس)
- دورهای یک‌ماهه از تک تیراندازی، رانندگی و سایر دوره‌های آموزشی

## واحدهای شناخته شده
اولین واحد مستعربین با عنوان «اداره اعراب» (Ha-Machlaka Ha-Aravit) در قالب واحدی از پالماخ در سال ۱۹۴۲ تأسیس شد. سایر بخش‌های مستعربین در اسراییل شامل موارد زیر می‌گردد:
- Sayeret Shaked، بخشی در ارتش اسراییل که در دهه ۱۹۷۰ در نوار غزه عملیات‌های سری انجام می‌دادند.
- (Sayeret Shimshon (Unit 367، عملیات‌هایی را در نوار غزه ترتیب دادند و در سال ۱۹۹۴ پس از انعقاد پیمان اسلو منحل شد.
- Rimon در نوار غزه طی سال‌های ۱۹۷۸ تا ۲۰۰۵ فعالیت می‌کرد.[۶]
- (Sayeret Duvdevan (Unit 217، در دهه ۱۹۸۰ در کرانه باختری بنیان‌گذاری شد و تا کنون عملیات‌هایی را انجام داده و می‌دهد.[۶]
- Yamas، واحدی در پلیس مرزی اسراِییل.
- (Gideonim (Unit 33، واحد مخفی مستعربین در پلیس اسراییل که تا سال ۲۰۱۲ فعالیت داشته‌است.
- Hermesh، تا سال ۱۹۹۴ در مناطق یهودا و شومرون در کرانه باختری فعالیت داشته و سپس به تیپ کفیر منتقل شد.